# M.I.U. Album
M.I.U. Album, album som gavs ut 25 september 1978 av The Beach Boys. Albumet var gruppens tjugosjätte LP och albumet är producerat av Alan Jardine och Ron Altbach. Namnet på albumet kommer sig av det är inspelat på Maharishi International University i Fairfield, Iowa.
Singeln "Come Go With Me" placerade sig på den amerikanska listan först 1982. 
Albumet nådde Billboard-listans 151:a plats.

## Låtlista
Singelplacering i Billboard inom parentes. 
1. She's Got Rhythm (Brian Wilson/Mike Love/Ron Altbach)
2. Come Go With Me (C. E. Quick) (#18)
3. Hey Little Tomboy (Brian Wilson)
4. Kona Coast (Alan Jardine/Mike Love)
5. Peggy Sue (Buddy Holly/J. Allison/N. Petty) (#59)
6. Wontcha Come Out Tonight (Brian Wilson/Mike Love)
7. Sweet Sunday Kinda Love (Brian Wilson/Mike Love)
8. Belles Of Paris (Brian Wilson/Mike Love/Ron Altbach)
9. Pitter Patter (Brian Wilson/Mike Love/Alan Jardine)
10. My Diane (Brian Wilson)
11. Match Point Of Our Love (Brian Wilson/Mike Love)
12. Winds Of Change (Ron Altbach/E. Tuleja)